# 9 ore per Rama
9 ore per Rama (Nine Hours to Rama) è un film del 1963 diretto da Mark Robson.